# István Szelei
István Szelei, né le 7 décembre 1960 à Szentes, est un escrimeur hongrois.

## Carrière
István Szelei participe aux Jeux olympiques d'été de 1988 et  remporte la médaille de bronze dans l'épreuve du fleuret par équipe.